# ノハラナメクジ
ノハラナメクジ（野原蛞蝓、Deroceras reticulatum）は日本国内においてヨーロッパ原産の外来種として問題となっているコウラナメクジの一種である。分類学的研究や生物地理学的研究は進んでおらず、日本における生息状況の詳細は不明である。

## 分布

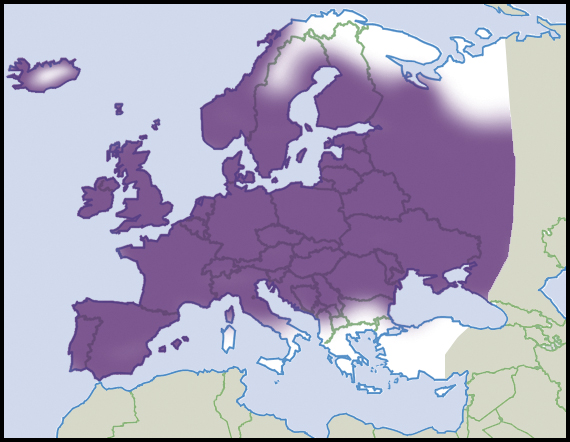
ノハラナメクジの自然分布域

日本全国で報告例がある。原産国は、ヨーロッパであり、ヨーロッパのほぼ全域でみられるが、南ヨーロッパでは個体数が少なく、特にスカンディナヴィア半島やバルカン半島では稀で、ギリシャやブルガリアには生息しない。北アメリカ、ペルー、タスマニア島、ニュージーランド、中央アジア、コロンビア、アルゼンチンに移入された。

## 形態

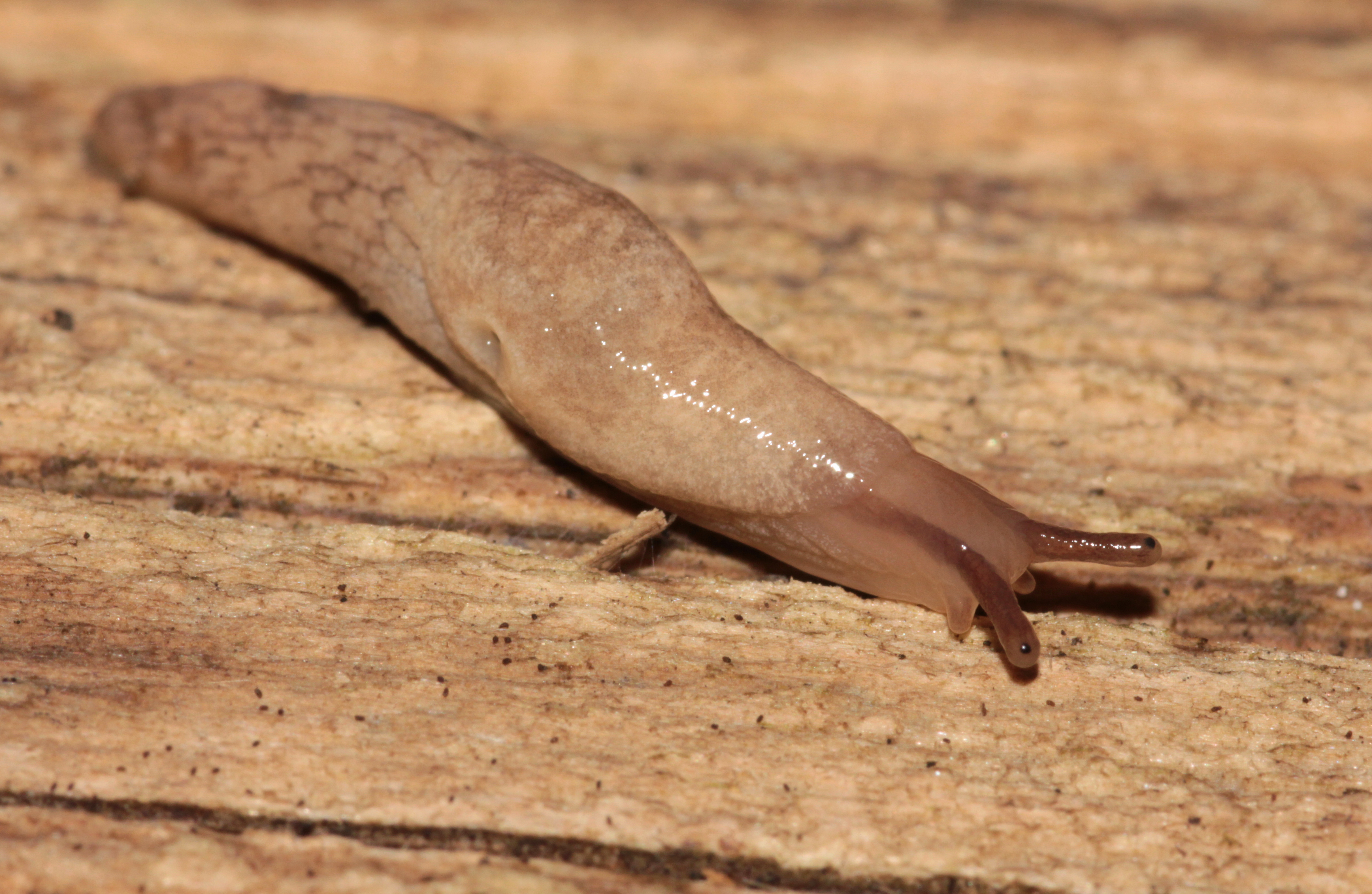
ノハラナメクジの体色はさまざまである。こちらはイタリア産の茶色がかった個体。

体長は2センチメートルから3センチメートルほどで、体幅6ミリメートル、体高5ミリメートル程度であり、黒〜紫色で模様はない個体が多いが、体色にはかなりの多様性が認められる。コーヒーのような色やかなり明るめな色合いのものもいる。なお、一部の原産地では、40-60mmになる個体もいるようであるが、地域によってさまざまである。　体前部背面に長楕円形の外套膜が笠状にあり、内部に退化した薄い白色の縦状殻板がある。真っ黒な個体から黄色に近い個体までさまざまな個体がノハラナメクジとして報告されているが、同一種であるかは不明である。なお、同様に黒色のコウラナメクジとして、ヤマコウラナメクジがいる。

## 生態

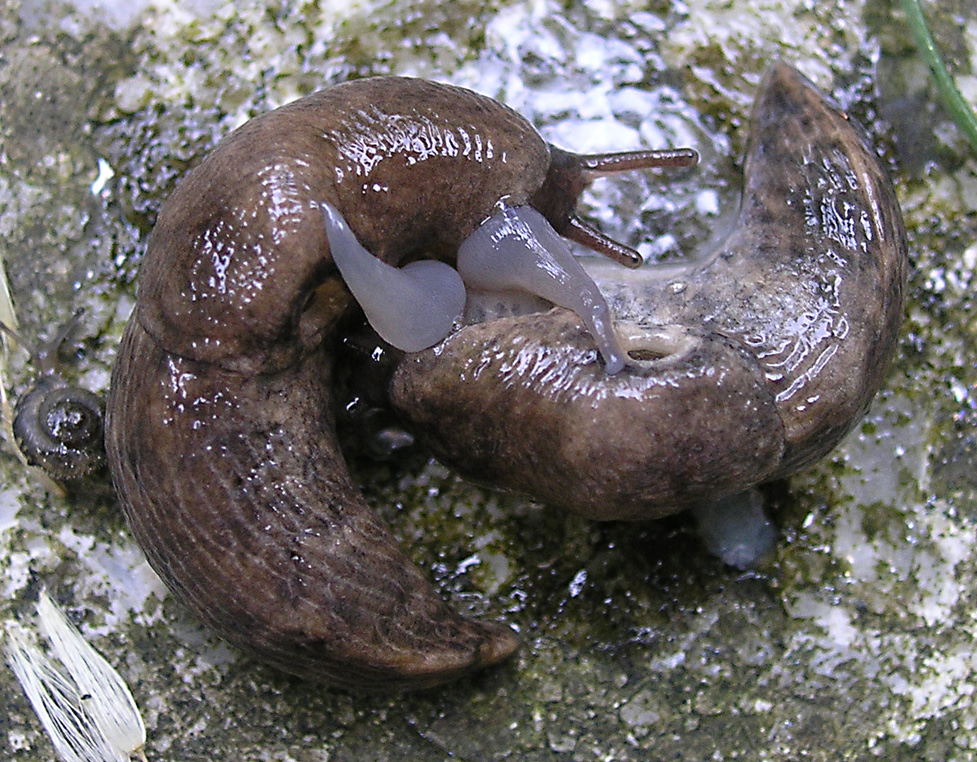
ノハラナメクジの交尾の様子。他のコウラナメクジ類と形式は同じである。

草地、道端、廃墟、庭、公園などでみられ、森林内ではみられない。高温や乾燥に弱いため、日中は石や落ち葉の下に隠れている。主に夜間に活動するが、雨天時とくに梅雨は日中も活動することがある。雑食性。
Pterostichus madidus、Nebria brevicollis、Scarites anthracinusといったオサムシの仲間が卵や成体を捕食することが知られている。
日本での生体はよくわかっていないが、中央ヨーロッパでは一年に二度世代交代が起き、主に夏と秋に繁殖期がやってきて、基本的に集団で繁殖する。成体は冬に死滅する一方で、種としては卵の状態で冬を越す。卵は1.7-2.0㎜で、一匹で300個以上の卵を産むとされる。4月から5月に幼体が現れ始め、ポーランドでは40-55日、フランスでは80日で成熟することが分かっている。一方、フィンランドでは、10-55個程度の卵を8月から11月に産み、6月に孵化して8月に成体になることがわかっている。

## 外来種問題
日本ではノハラナメクジによる野菜の食害が問題となっており、葉や茎がかじられたり、株の間に紛れ込んで出荷時の異物混入のもとになったりすることが被害として挙げられる。例えば長野県での事例では、セロリの食害のほとんどがノハラナメクジのものであることが分かっている。セロリの栽培には一般的に大量の灌水が必要であり、これが湿った所を好むノハラナメクジに適しているためであると考えられる。セロリの他には、キャベツや、ハクサイ、レタス、イチゴ、鉢花などでも被害が出る。高知県などの暖地ではミカンやナスなどの果実がかじられる事例がある。 家畜に寄生する寄生性線虫類の中間宿主としても知られる。